# Жаклін Мутере
Жаклін Мутере — кенійська активістка за права жінок, співзасновниця Grace Agenda, фонду, який надає допомогу та консультації жертвам зґвалтувань у Кенії. Мутере також є членом Національної мережі жертв і тих, хто вижив, організації, яка прагне реалізовувати програму компенсацій Комісії правди, справедливості та примирення (TJRC).

## Активізм
Під час післявиборчого насильства в Кенії 2007—2008 років, після спірних виборів було вбито 1000 людей і щонайменше 900 жінок і дівчат зазнали сексуального насильства. Мутере так само була зґвалтована та завагітніла. Вона прагнула зробити аборт, але, оскільки в Кенії це було заборонено законом, виносила і народила доньку Принцесу. Особистий досвід і стійкість спонукали її підтримати інших постраждалих та їхніх дітей, заснувавши Grace Agenda.
Мутере створила у 2010 році програму Grace Agenda, щоб підтримати дітей жертв зґвалтувань від тієї хвилі етнічного насильства. Незабаром після створення фонду Мутере зрозуміла, що багатьом матерям цих дітей також потрібне безпечне місце, щоб обговорити свої травми, і що, забезпечивши такий вихід, менше матерів передадуть свою травму своїм дітям. Через хаос, який існував під час насильства, труднощі з ідентифікацією нападників, багато з яких були поліціянтами, і той факт, що багато жертв не змогли виступити публічно, ця організація покликана виступати за тих, хто вижив. Її організація допомагає жертвам, надсилаючи тих, хто вижив, як спостерігачів, щоб супроводжувати їх під час візитів до медичних закладів після того, як стали жертвами. Мутере каже: «Група справді відіграє ключову роль у зрушенні процесів підтримки тих, хто вижив; представники звітують один перед одним, у тому числі перед урядом, щоб вони знали, чого очікувати».

### Активність під час пандемії Covid-19
Під час пандемії COVID-19 робота Мутере як захисниці прав жінок була ускладнена побоюваннями, що жінки, які відвідують медичні заклади через сексуальне або домашнє насильство, будуть перевірені та примусово поміщені на карантин, а також через економічні труднощі, з якими стикається громада. Мутере продовжує захищати та допомагати жертвам у нових справах, наприклад, у пошуках справедливості, даючи свідчення на судових слуханнях, відвідуючи лікарню та консультації, серед інших аспектів лікування жертв сексуального насильства після насильства.
Мутере також зосереджується на тому, щоб чинити тиск на уряд Кенії, щоб він виконав свою обіцянку виплатити репарації на суму понад 100 мільйонів доларів США жертвам зґвалтування під час заворушень 2007—2008 років. Ці зусилля включали мирну передачу петиції до сенату Кенії, щоб нагадати його членам про обіцянки, які вони дали жертвам зґвалтування. Група також виступає за захист гідності постраждалих і перевірку поліції.
Мутере також консультує інші жіночі організації щодо пошуку коштів і подачі заявок на гранти.